# Definición operacional
Una definición operacional es una demostración de un proceso -  tal como una variable, un término, o un objeto - en términos de proceso o sistema específico de pruebas de validación, usadas para determinar su presencia y cantidad. El término fue adoptado por Percy Williams Bridgman. Las características descritas de este modo deben ser suficientemente accesibles, de modo que personas diferentes del definidor puedan medirlas y probarlas independientemente. La mayor definición operacional es un proceso para identificar un objeto distinguiéndolo de su entorno formado por la experiencia empírica.
En la versión binaria, el resultado es que existe el objeto o que no lo hace, en el campo experimental al que se aplica. La versión del clasificador da lugar a la discriminación entre que es parte del objeto y que no es parte de él. Esto también ocurre en términos de semántica, reconocimiento de patrón, y técnicas operacionales, tales como regresión.
Por ejemplo, la masa de un objeto se puede definir operacionalmente en términos de pasos específicos de como poner un objeto en una balanza. El peso es lo que resulta de seguir el procedimiento de la medida, que en principio se puede repetir por cualquier persona. No se define intencionalmente en términos de cierta esencia intrínseca o privada. La definición operacional del peso es apenas el resultado de qué sucede cuando se sigue el procedimiento definido. Es decir, lo que se define es cómo medir el peso para cualquier objeto arbitrario.
Vandervert (1980/1988) describió, con detalle científico, un ejemplo simple y diario de una definición operacional en términos de fabricación de una tarta (su receta es una definición operacional, usada en un laboratorio especializado conocido como la cocina del hogar). Semejantemente, el refrán, si camina como un pato y grazna como un pato, debe ser una cierta clase de pato, puede considerarse una definición operacional (véase la prueba del pato).

## Las variables y su operacionalización
El término variable se define como las características o atributos que admiten diferentes valores (D´Ary, Jacobs y Razavieh, 1982) como por ejemplo, la estatura, la edad, el cociente intelectual, la temperatura, el clima, etcétera. Existen muchas formas de clasificación de las variables, no obstante, en esta sección se clasificarán de acuerdo con el sujeto de estudio y al uso de las mismas.
De acuerdo con el sujeto de investigación las variables se clasifican en categóricas y continuas. Las variables categóricas clasifican a los sujetos distribuyéndolos en grupos, de acuerdo a algún atributo previamente establecido, por ejemplo, el idioma, la ocupación. Este tipo de variables se subdividen a su vez en dos: variables dicotómicas que poseen dos categorías por ejemplo hombre-mujer, y variables policotómicas que establecen tres o más categorías, por ejemplo estado civil, nivel académico, etc. Son variables continuas cuando se miden atributos que toman un número infinito de valores, como por ejemplo, el peso, la talla, la estatura. 

### La operacionalización de las variables
Es un proceso que se inicia con la definición de las variables en función de factores estrictamente medibles a los que se les llama indicadores. El proceso obliga a realizar una definición conceptual de las variables para romper el concepto difuso que ella engloba y así darle sentido concreto dentro de la investigación, luego en función de ello se procede a realizar la definición operacional de la misma para identificar los indicadores que permitirán realizar su medición de forma empírica y cuantitativa, al igual que cualitativamente llegado el caso. 

### Variables
En este punto es necesario definir qué es una variable. Una variable es una propiedad que puede variar y cuya variación es susceptible de medirse u observarse. Ejemplo de variables : el sexo, la motivación intrínseca hacia el trabajo, el atractivo físico, el aprendizaje de conceptos, el conocimiento histórico sobre los esfuerzos de integración de Simón Bolívar, la religión ,a resistencia de un natural, la agresividad verbal, la personalidad autoritaria, la cultura fiscal y la exposición a una campaña de propaganda política. La variable se aplica a un grupo de personas u objetos, los cuales adquieren diversos valores o manifestaciones respecto a la variable. Por ejemplo, la inteligencia: es posible clasificar a las personas de acuerdo con su inteligencia, varían en ello. 
Otras variables son la productividad de un determinado tipo de semilla, la rapidez con que se ofrece un servicio, la eficiencia de un procedimiento de construcción, la efectividad de una vacuna, el tiempo que tarda en manifestarse una enfermedad, etc (hay variación en todos los casos).

#### Definición conceptual
Básicamente, la definición conceptual de las variables constituye una abstracción articulada en palabras para facilitar su comprensión y su adecuación a los requerimientos prácticos de la investigación.

#### Definición operacional
Una definición operacional está constituida por una serie de procedimientos o indicaciones para realizar la medición de una variable definida conceptualmente. En la definición operacional se debe tener en cuenta que lo que se intenta es obtener la mayor información posible de la variable seleccionada, de modo que se capte su sentido y se adecue al contexto, y para ello se deberá hacer una cuidadosa revisión de la literatura disponible sobre el tema de investigación. 
La operacionalización de las variables está estrechamente vinculada al tipo de técnica o metodología empleadas para la recolección de datos. Estas deben ser compatibles con los objetivos de la investigación, a la vez que responden al enfoque empleado, al tipo de investigación que se realiza. Estas técnicas, en líneas generales, pueden ser cualitativas o cuantitativas.

### Variables, dimensiones e indicadores
Cuando nos encontramos con variables complejas, donde el pasaje de la definición conceptual a su operacionalización requiere de instancias intermedias, entonces se puede hacer una distinción entre variables, dimensiones e indicadores. A modo de síntesis, puede afirmarse que el pasaje de la dimensión al indicador hace un recorrido de lo general a lo particular, del plano de lo teórico al plano de lo empíricamente contrastable. 
Las dimensiones vendrían a ser subvariables o variables con un nivel más cercano al indicador. Para el caso de definir a la variable productividad, nos encontramos con diferentes subdimensiones que forman parte de la variable, como ser: mano de obra, maquinaria, materiales o energía. Cada una de estas subvariables son las dimensiones de la variable productividad. 
A su vez, estas dimensiones, para poder ser contrastadas empíricamente por el investigador, requieren operacionalizarse en indicadores, que no son otra cosa que parámetros que contribuyen a ubicar la situación en la que se halla la problemática a estudiar. En un sentido restringido, los indicadores son datos. 
Para la variable productividad, por ejemplo, en la dimensión mano de obra, los indicadores podrían ser cantidad de productos envasados por un trabajador en ocho horas de trabajos.